# Kusapat
Kusapat (in armeno Կուսապատ?, in azero Qasapet o Çıraqlı) è una piccola comunità rurale del distretto di Tərtər, in Azerbaigian, fino al 2024 appartenente alla regione di Martakert nella repubblica di Artsakh (già repubblica del Nagorno Karabakh).
Il villaggio nel 2005 contava poco più di duecento abitanti e si trova a pochi chilometri dal capoluogo regionale Martakert.
Secondo alcuni ricercatori, il nome del villaggio deriva da kisapat, in armeno metà muro, e farebbe riferimento alla storia di un devoto muratore del luogo che decise di erigere a proprie spese una piccola chiesa; avendo appreso che gli abitanti del villaggio erano invece intenzionati a pagare il suo lavoro, lasciò la zona e la costruzione non completata, di qui il 'mezzo muro'.